# No barraco da Constância tem!
Predefinição:Info/Grupo artístico
No barraco da Constância tem!, ou simplesmente barracons, é um coletivo artístico cearense fundado em Fortaleza, Brasil, com foco na criação cênica em dança e teatro, performance, visualidades urbanas e experimentações pedagógicas. O grupo atua desde 2012 de forma colaborativa e transversal, transitando entre a rua, a sala de ensaio e meios digitais, com foco na invenção coletiva, políticas da presença e produção de subjetividades dissidentes.

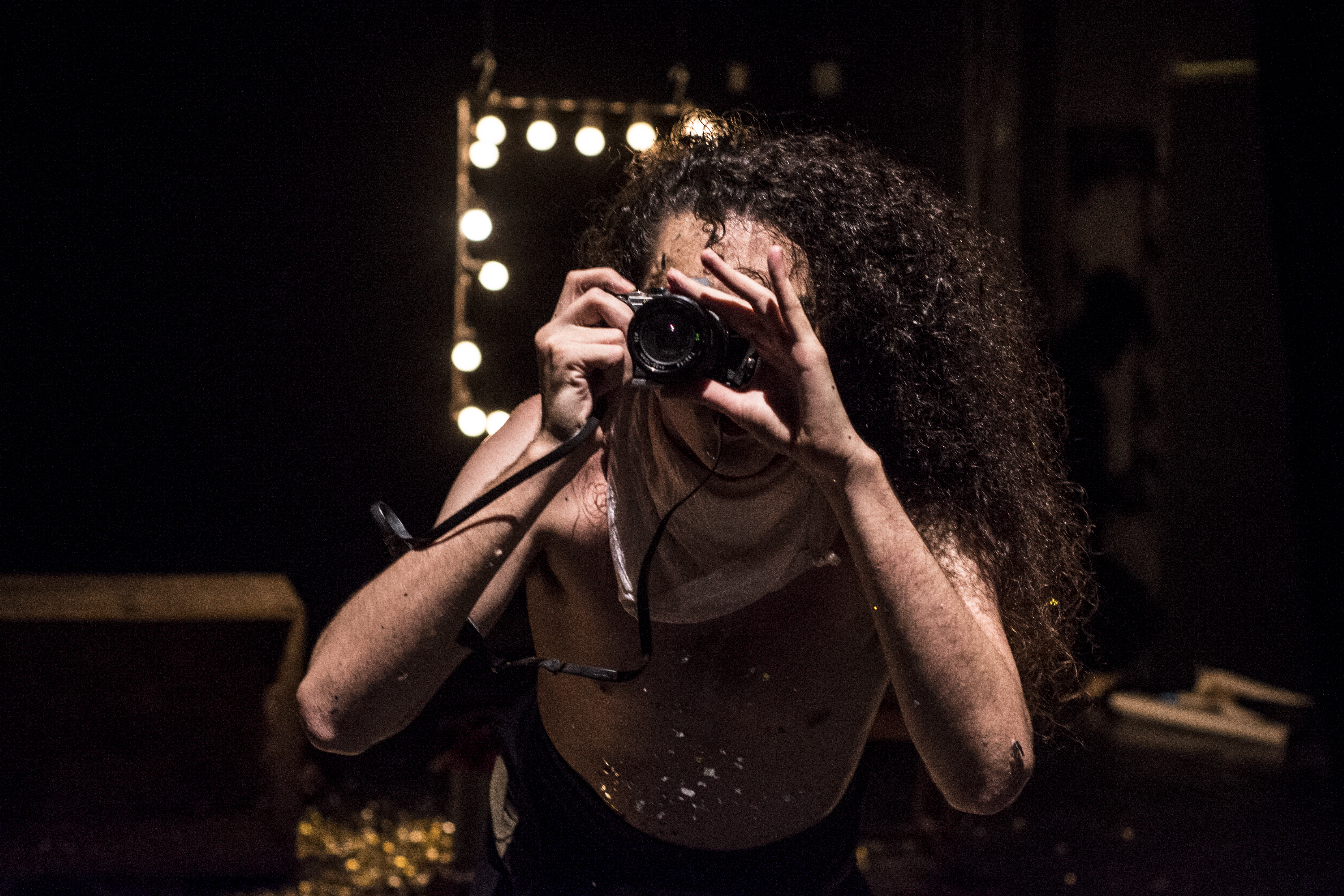
Espetáculo Marlene: dissecação do corpo do Espetáculo - No barraco da Constância tem!

## História
O coletivo No barraco da Constância tem! foi fundado em junho de 2012 em Fortaleza por artistas com formações em dança, teatro, artes visuais e audiovisual. Desde sua criação, o grupo atua ininterruptamente na pesquisa corporal e cênica, realizando residências, oficinas e temporadas em espaços como o Teatro Dragão do Mar (2015). Já acumula cerca de 50 criações coletivas entre espetáculos, intervenções urbanas, vídeos e performances.
Em 2021, criou em parceria com o Teatro Máquina o projeto “Resumo da Ópera”, financiado pela Lei Aldir Blanc via Fundo Estadual de Cultura, que combinou encontros virtuais, pesquisa histórica e dramaturgia crítica sobre a ópera “Il Guarany” no Theatro José de Alencar. Em 2023, a campanha BARRACONZE celebrou os 11 anos do coletivo, com ações ao longo de todo o ano como mostra repertório, publicações, conversas e a abertura de uma nova sede.

## Direção artística
A direção artística é conduzida pelos artistas Honório Félix e William Pereira Monte, ambos figuras centrais na cena experimental contemporânea, com trajetórias que cruzam corpo, memória, dramaturgia expandida e imagem.

## Linha de trabalho e principais concepções
O coletivo desenvolve projetos e pesquisas pautados em:
- Invenção e transversalidade: criação colaborativa que desconstrói hierarquias disciplinares, estimulando híbridos entre dança, teatro, performance, vídeo e artes visuais.
- Corporeidade urbana e presença política: intervenções performativas que reivindicam ocupação dos espaços públicos e ativam ecologias políticas e afetivas.

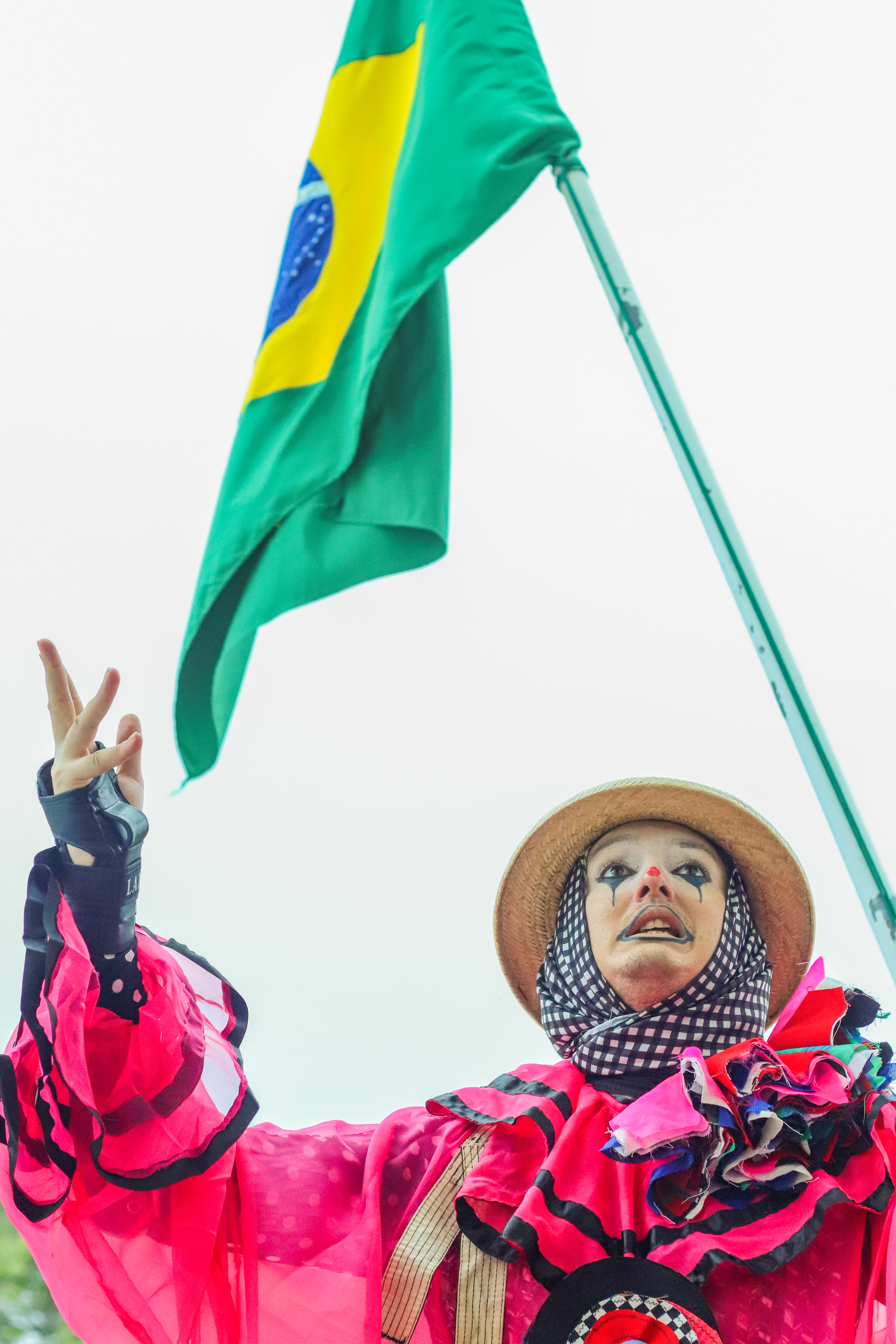
Espetáculo A brava jornada - No barraco da Constância tem!

- Memória, arquivo e irrupção poética: práticas que utilizam formatos como lambes, mini-documentações e publicações performativas, questionando a normatividade da história e dos gêneros.
- Formações coletivas e pedagógicas: oficinas, residências criativas e rodas de conversa que dinamizam processos de criação partilhada (exemplos: mostra repertório, Espaço Formativo de Criação Coletiva).

## Reconhecimento e circulação
O coletivo integra circuitos nacionais e internacionais: participou de eventos como Bienal Internacional de Dança do Ceará (2015/2016/2017/2018/2021/2025), Cena Agora (Itaú Cultural/SP 2021), Mostra Verbo (2015/2022/2023/2025 em SP/MA/CE), Festival de Teatro de Fortaleza (2019–2022) e Trema! Festival (PE 2022). Também circulou com instalações em Guiné-Angola (Screening and debate 2022).
Em 2022, recebeu o prêmio 100 Artists da Artlink/Südkulturfonds (Suíça) e foi contemplado em editais, como: Edital de Incentivo às Artes da Secult Ceará, Edital das Artes de Fortaleza da SECULTFOR e Bolsa Funarte de Dança Klauss Vianna (2015/2023). Em 2024, realizou a Mostra Repertório Barracons, ocupando diversos espaços no Theatro José de Alencar com espetáculos como "Marlene: dissecação do corpo do Espetáculo" (2016), "Rara" (2017), "Mystura Tropykal" (2019), "Delirantes e Malsãs" (2020) e "A" (2023), alcançando repercussão na imprensa.

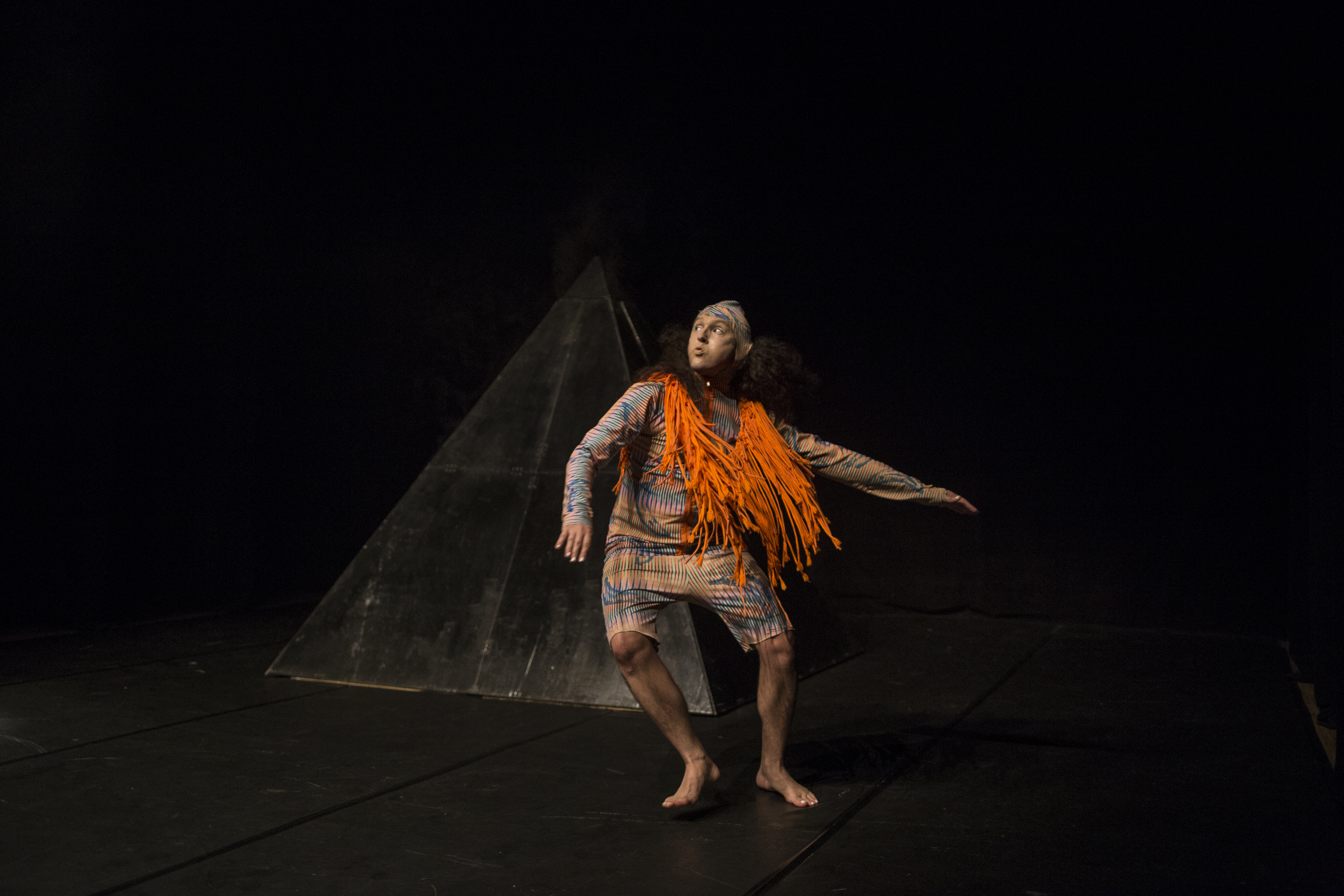
Espetáculo Rara - No barraco da Constância tem!

O projeto “Resumo da Ópera” (2021) também foi destaque na imprensa, com transmissões e debates articulados com pesquisadores indígenas e antropólogos no canal do Theatro José de Alencar, refletindo sua potência crítica diante do cânone nacional. Transformado em longa-metragem, teve co-produção da Marrevolto Filmes, com estreia nacional na Mostra de Cinema de Tiradentes em 2025.
"O universo futurista, queer e repleto de alegorias e projeções sociais, surge como uma vulcânica experiência, guiada pelo palavrório e pela estética de um certo enfrentamento normativo".
"Talvez seja preciso compreender o gesto de Félix e Lacerda como um assalto voluntário aos sentidos, diante do qual precisamos apenas nos abrir aos estímulos, desprezando muitos questionamentos racionais".